# 三山会馆
三山会馆，又名天后宫，位于中华人民共和国上海市黄浦区中山南路1551号。建于清宣统元年（1909年），是福建水果商人集资兴建用以聚会和奉祀天后的地方，故又名“天后宫”，原址位于半淞园路211号。该建筑是上海目前唯一保存完好并对外开放的晚清会馆建筑物。1959年5月，由上海市人民政府以上海工人第三次武裝起義工人糾察隊滬南總部—三山會館之名称公布为上海市文物保护单位。2001年6月，由黄浦区人民政府公布为黄浦区爱国主义教育基地。2005年3月，由上海市人民政府公布为上海市爱国主义教育基地。

## 简介
大清宣统元年（1909年），在沪福建水果商人为方便聚会和供奉“天后”而集资兴建会馆，并将其命名为天后宫。又因福州别名“三山”（因福州境内有于山、屏山、乌石山三座山），而得名三山会馆。会馆原在里仓桥，后因租赁的民房简陋，同业商人遂集款拆旧建新，在沪军营路（即今日之南浦大桥）及沪杭铁路车站一带购地两千余平方米建公所。于清宣统三年（1911年）开工，至民国五年（1916年）竣工，名曰沪南三山会馆。
1927年2月23日，中共中央、上海区委决定成立以陈独秀为首的特别委员会和以周恩来为首的的特别军事委员会，准备发动上海工人总罢工和上海工人第三次武装起义。起初南市指挥部设在上海华商电气公司，后转移至三山会馆，徐梅坤为总指挥，中共中央秘书长王若飞参与谋划领导工作。 1927年3月21日，上海南市区工人在三山会馆成立“上海总工会工人纠察队沪南总部”，周恩来亲临三山会馆慰问工人纠察队员。
1949年后曾被用作校舍。1986年，会馆为配合市政建设而移动了30米。2008年又进行了大修。上海市人民政府为了迎接2010年上海世博会，在会馆旁兴建了上海会馆史陈列馆，和会馆一起作为世博会城市文化特色展示馆。会馆内陈列有文物和史料，展示了会馆和公所在上海的历史，同时也展出上海工人三次武装起义资料，以及和黄浦区的发展。三山会馆于1959年被列为上海市文物保护单位，从1989年起对外开放，也是上海市爱国主义教育基地。

## 建筑结构
三山会馆是一座庙宇式的古建筑。三山会馆最初建成时为砖木结构、坐北朝南，共三进，占地面积约4亩。会馆四周围墙和大门均由红砖砌筑，门额上镌刻有“三山会馆”字样。墙基嵌花岗石，雕镂花卉图案。正殿和庭院前方有一座高约2米的古戏台。古戏台东西两侧有两层厢楼。此外，古戏台上方还有多重斗拱叠成的穹窿藻井。藻井上部分呈弯形，下为八面形。会馆内大殿亦画栋雕梁，檐前有雨棚，以粗木构梁枋。大殿西面原为花园，有池石亭台，后改建为三山里。三山会馆廊檐下饰有华丽的鎏金彩绘，木雕精致，工艺超群。

## 图集

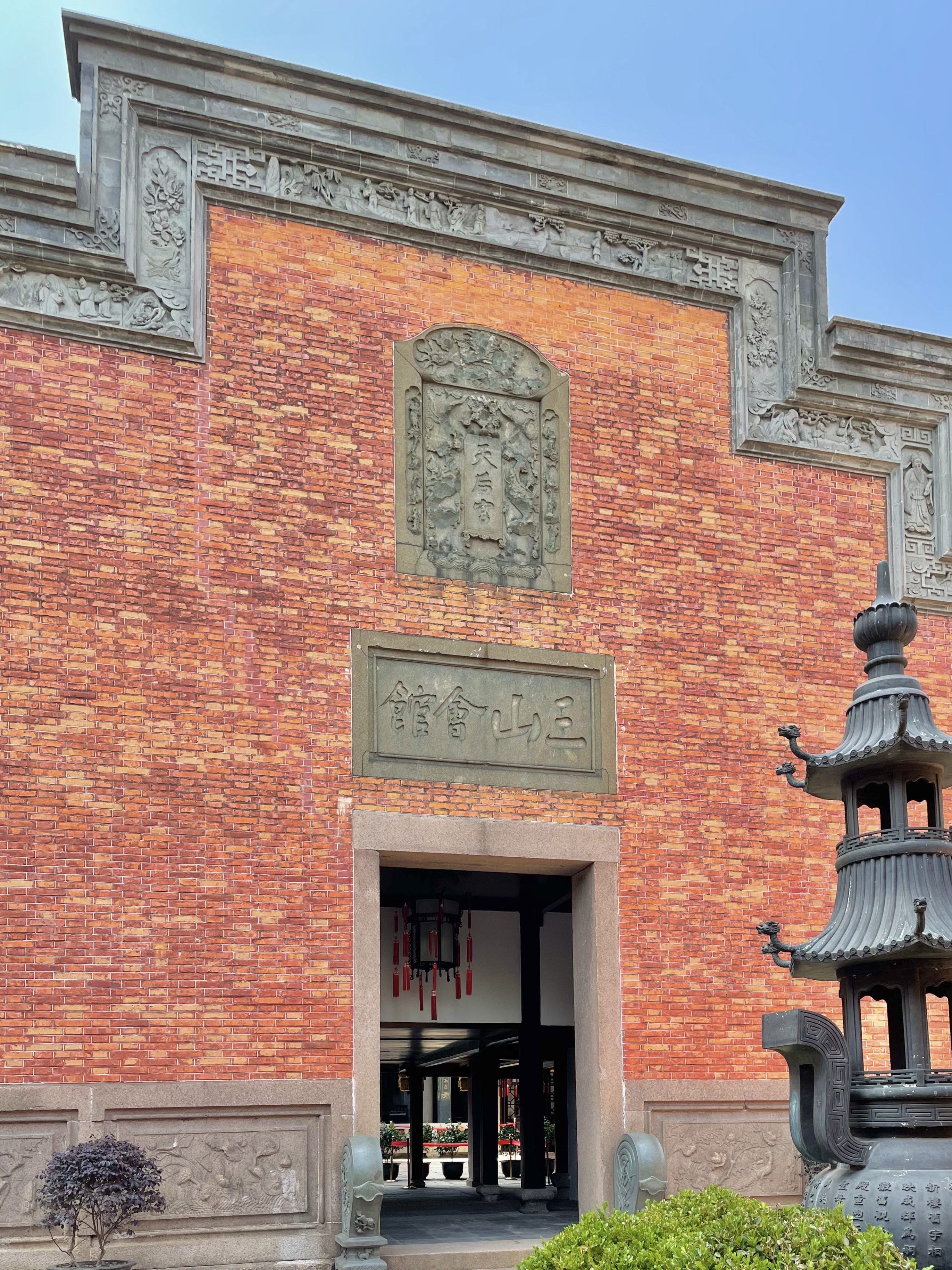
三山会馆-正门特写
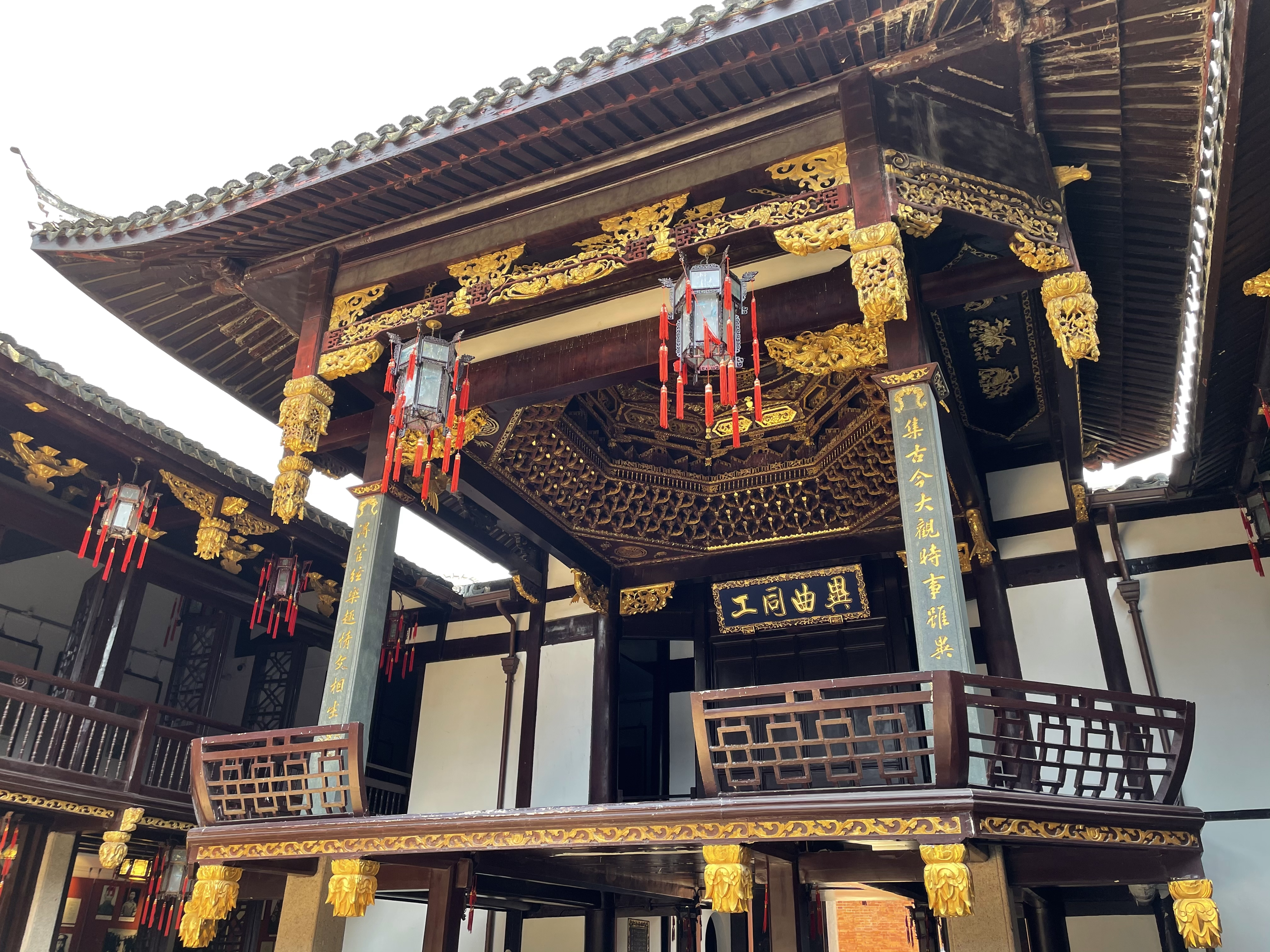
三山会馆-古戏台
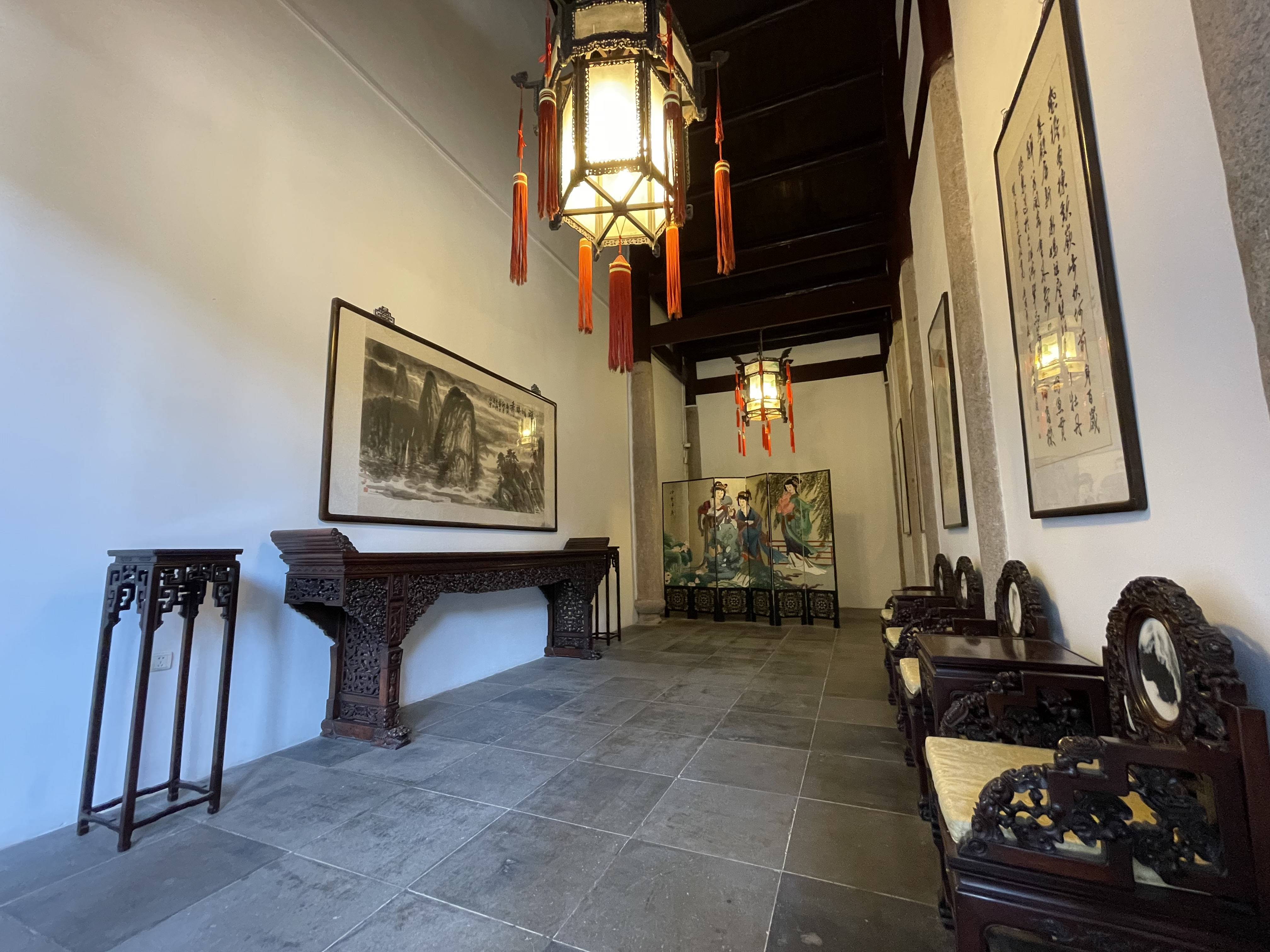
三山会馆-偏厅
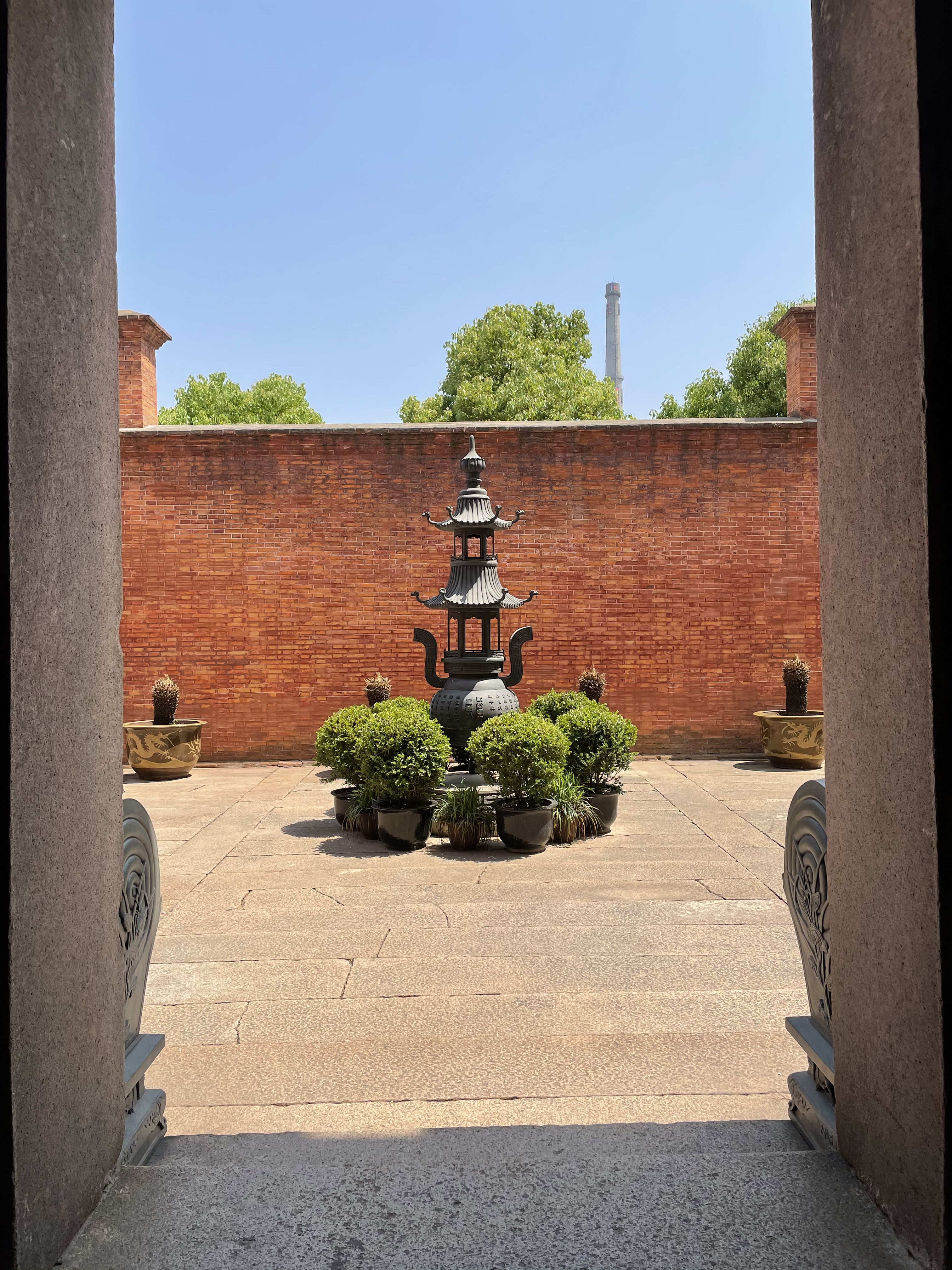
三山会馆-香炉
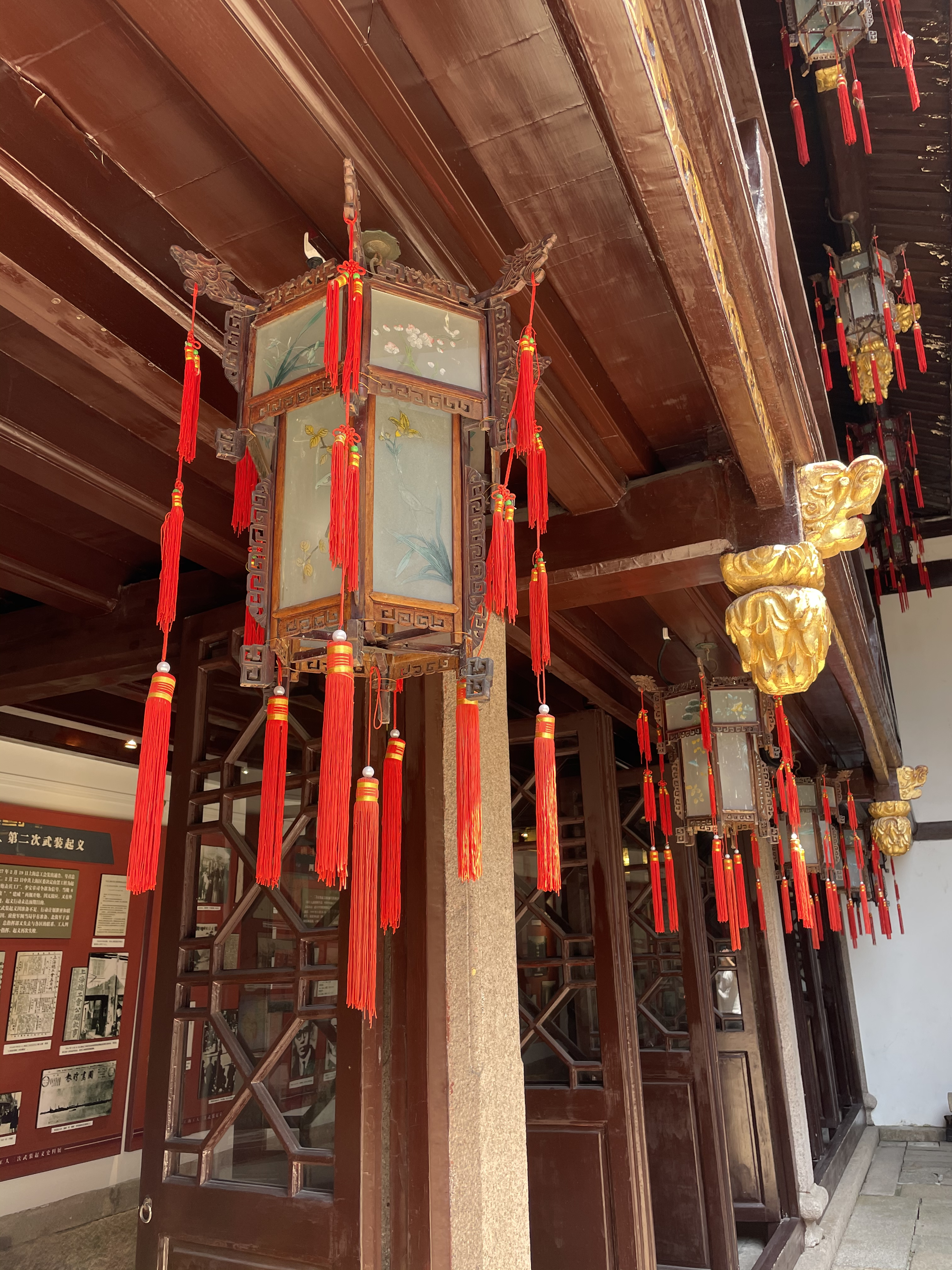
三山会馆-灯笼
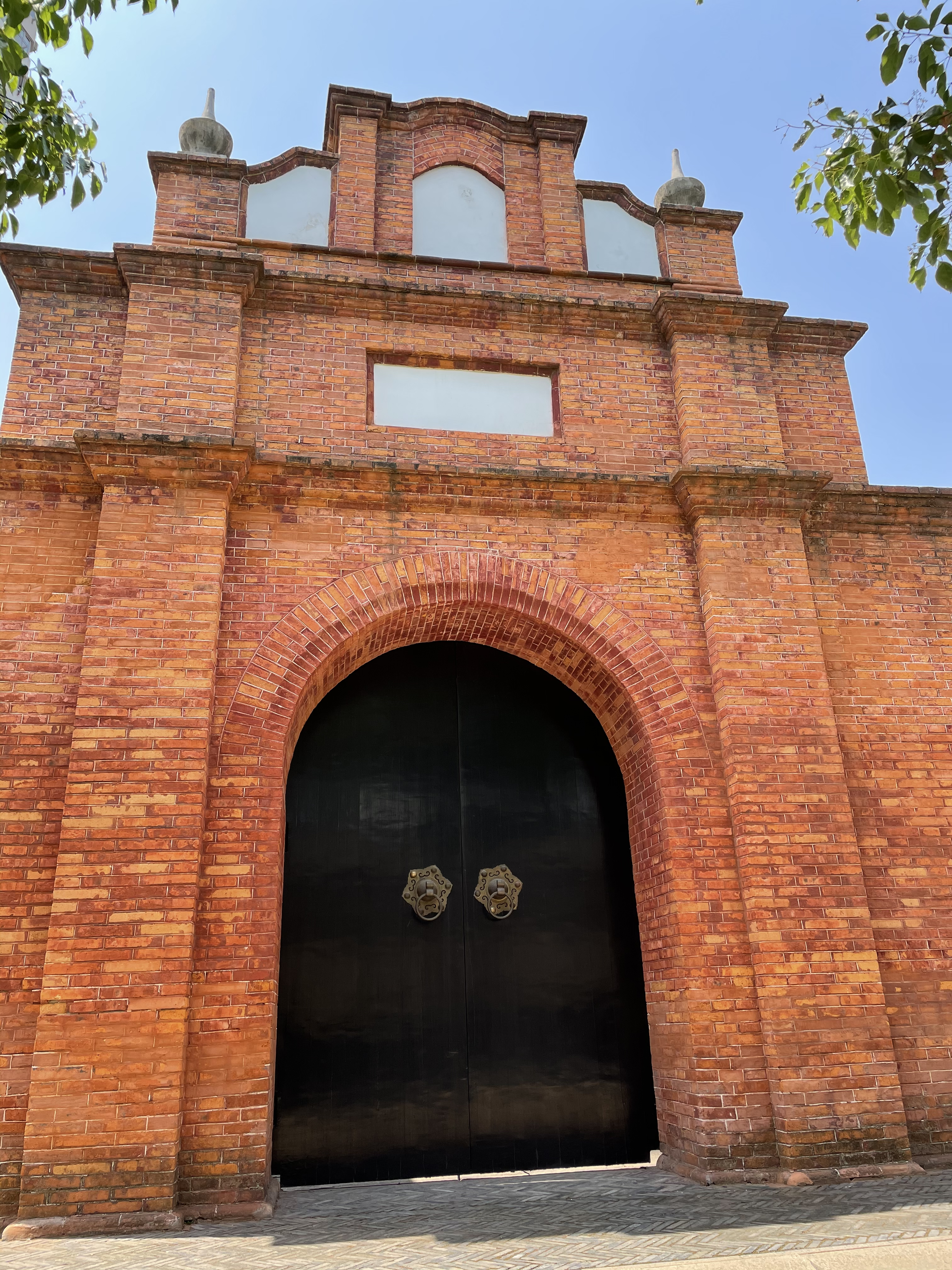
三山会馆-门头

## 其他
上海原有南北两个三山会馆，“北三山会馆”在福州路，“南三山会馆”在半淞园路。“南三山会馆”座北朝南，正门上方刻着“天后宫”。